# Bakuman – Giấc mơ họa sĩ truyện tranh
Bakuman, được cách điệu thành Bakuman。 (バクマン。), là một bộ truyện tranh Nhật Bản được viết bởi Ohba Tsugumi  và được minh họa bởi Obata Takeshi, cả hai đều là đồng tác giả với Death Note. Nó được đăng theo kỳ trên tạp chí Weekly Shōnen Jump từ ngày 11 tháng 8 năm 2008 đến ngày 23 tháng 4 năm 2012, với 176 chương được tập hợp thành 20 tập tankōbon của Shueisha. Câu chuyện kể về họa sĩ trẻ tài năng Mashiro Moritaka  và nhà văn trẻ đầy tham vọng Takagi Akito, hai cậu bé học sinh sơ trung muốn trở thành họa sĩ truyện tranh, với Mashiro là họa sĩ và Takagi là nhà văn. Một số nhân vật lấy cảm hứng từ chính tác giả và biên tập viên ngoài đời của Weekly Shōnen Jump, và nhiều tựa manga được đề cập trong Bakuman đã thực sự được xuất bản trên tạp chí.
Một bộ phim truyền hình anime chuyển thể từ bộ truyện do J.C.Staff tạo ra đã bắt đầu phát sóng trên NHK-E vào ngày 2 tháng 10 năm 2010. Mùa thứ ba và cuối cùng kết thúc phát sóng vào ngày 30 tháng 3 năm 2013. Một bộ phim người đóng chuyển thể đã được phát hành vào ngày 3 tháng 10 năm 2015. Bakuman là bộ truyện tranh bán chạy thứ bảy năm 2011 và thứ mười hay nhất năm 2012, và đã có hơn 15 triệu tập phát hành vào tháng 5 năm 2014. Ngoài ra, đây là bộ manga đầu tiên được Shueisha phát hành trực tuyến bằng nhiều ngôn ngữ trước khi được in ra bên ngoài Nhật Bản. Năm 2009, Viz Media tuyên bố họ đã cấp phép cho sê-ri phát hành ở Bắc Mỹ. Bên cạnh việc phát hành bộ truyện trong các tập được thu thập, họ cũng phát hành nó trong tuyển tập truyện tranh trực tuyến Weekly Shonen Jump Alpha.

## Cốt truyện
Khi Mashiro Moritaka, một học sinh trung học, quên cuốn sổ tay của mình trong lớp, cậu tìm thấy bạn cùng lớp của mình, Takagi Akito, người đang chú ý những bức vẽ của cậu. Takagi yêu cầu cậu trở thành một mangaka cho câu chuyện của mình. Tuy nhiên, Mashiro từ chối, trích dẫn người chú họa sĩ truyện tranh quá cố của mình, người đã chết vì làm việc quá sức. Takagi khuyến khích Mashiro gặp Azuki Miho, người mà Mashiro thầm yêu và nói với cô kế hoạch trở thành mangaka của họ. Đáp lại, Azuki tiết lộ kế hoạch trở thành một nữ diễn viên lồng tiếng. Mashiro đề nghị với cô rằng cả hai nên kết hôn khi Azuki trở thành nữ diễn viên lồng tiếng cho bộ phim chuyển thể từ manga của họ. Cô chấp nhận, nhưng với điều kiện họ không gặp mặt trực tiếp cho đến lúc đó. Cả hai sau đó bắt đầu tạo ra manga của họ, dưới bút danh Ashirogi Muto, với hy vọng sẽ được xuất bản trong Weekly Shōnen Jump.
Sau nhiều lần gửi one-shot cho Shueisha, Ashirogi bắt đầu với  xuất bản đầu tiên của họ trong Weekly Shōnen Jump, Detective Trap (疑探偵TRAP（ぎたんていトラップ） (Bẫy thám tử) Gitantei Torappu), cuối cùng đã bị hủy bỏ vì độ phổ biến suy giảm, sau khi Mashiro nhập viện vì làm việc quá sức trên manga. Bộ tiếp theo của họ là Vroom, Tanto Daihatsu (走れ!大発タント Hashire! Daihatsu Tanto), họ đã từ bỏ khi nhận ra nó sẽ không bao giờ phổ biến, cùng với khó khăn của Takagi trong việc tạo ra chuyện cười ăn liền. Sau khi tổng biên tập của Jump thách thức để tạo ra một bộ truyện tranh vượt trội so với đối thủ của họ, Ashirogi đã ra mắt bộ mới Perfect Crime Party (PCP -完全犯罪党- PCP -Kanzen Hanzaitō-). Nó được đáp ứng với sự phổ biến đáng kể nhưng chủ đề của nó không phù hợp với một bộ anime. Khi đối thủ của họ Nizuma Eiji gửi một one-shot chuyển tiếp, Ashirogi cạnh tranh bằng cách gửi Reversi thay thế cho Perfect Crime Party, Perfect sau đó được được chuyển đến tạp chí giả tưởng hàng tháng của Shueisha, Hisshou Jump. Sau nhiều tranh cãi liên quan đến doanh thu tiểu thuyết đồ họa và sự lựa chọn nữ diễn viên lồng tiếng, Reversi được chọn cho chuyển thể anime với Miho là nữ diễn viên chính sau khi cô vượt qua buổi thử giọng công khai. Sau khi thực hiện được ước mơ của mình, bộ manga kết thúc với việc Mashiro chính thức cầu hôn Miho tại nơi họ đã hứa, trước cổng của ngôi nhà cũ của Miho, tiếp đó họ đã trao cho nhau nụ hôn đầu.

## Sản xuất
Ohba Tsugumi đã nảy ra ý tưởng cho Bakuman sau khi nghĩ về tất cả những người khao khát trở thành mangaka. Bởi vì ông là người trong ngành, ông cảm thấy mình có thể tạo ra một bộ manga về... manga. Ông nói rằng đối với những bộ manga giả tưởng được tạo ra trong bộ này, ông không lo lắng về cốt truyện và bối cảnh, chỉ tập trung vào việc "tạo ra nó mà chả phải suy nghĩ gì nhiều". Ông tiết lộ rằng ông thực sự đã tạo ra các kịch bản phân cảnh cho manga viễn tưởng The Classroom of Truth, và một kịch bản ông tạo ra cho Otter No. 11, tất cả đều xuất hiện trong Bakuman.
Khi tạo một chương, Ohba không gặp Obata Takeshi. Ông thảo luận mọi thứ với biên tập viên của mình và tạo ra các kịch bản phân cảnh gửi cho Obata. Obata sau đó tạo ra các kịch bản phân cảnh của riêng mình gửi cho Ohba và biên tập viên của họ. Tác giả cho biết chỉ có những thay đổi nhỏ được thực hiện và họ không bao giờ có bất đồng. Ohba gọi Bakuman là "một sê-ri kì quặc." Ông tiết lộ rằng phần khó nhất là nảy ra những ý tưởng mới khi câu chuyện tiếp tục dài hơn. Nhưng cho biết vì điều này, ông đã có thể tính đến những câu chuyện mà lúc đầu ông chưa bao giờ xem xét.
Khi được hỏi chính xác quá trình manga được mô tả trong Bakuman như thế nào với thực tế, tổng biên tập hiện tại của Weekly Shōnen Jump, Hiroyuki Nakano nói rằng nó như một tác phẩm hư cấu, một số chi tiết được phóng đại lên để tạo kịch tính, "Nhưng nó cần rất nhiều chi tiết từ cuộc sống thực, vì vậy tôi nghĩ nó khá gần gũi." 

## Phương tiện truyền thông

### Manga
Được viết lời bởi Ohba Tsugumi và được vẽ bởi Obata Takeshi, Bakuman đã được đăng trên tạp chí Weekly Shōnen Jump của Shueisha từ buổi ra mắt vào ngày 11 tháng 8 năm 2008 đến hết ngày 23 tháng 4 năm 2012. 176 chương sau đó đã được thu thập thành 20 tập tankōbon từ ngày 5 tháng 1 năm 2009 đến ngày 4 tháng 7 năm 2012. Một số chương của bộ truyện đã được phát hành trên trang web chính thức của Jumpland bằng tiếng Nhật, tiếng Anh, tiếng Pháp và tiếng Đức; chương đầu tiên được phát hành vào ngày 19 tháng 8 năm 2008. Đây là bộ manga đầu tiên của Shueisha được phát hành trực tuyến bằng nhiều ngôn ngữ trước khi được in ra bên ngoài Nhật Bản. Một one-shot dài 15 trang của Otter No. 11 (ラッコ11号 Rakko 11-gō), bộ manga hài hước được tạo bởi nhân vật Hiramaru Kazuya trong Bakuman, đã được xuất bản trong số ra ngày 8 tháng 8 năm 2010 của Weekly Shōnen Jump. Sau đó, nó đã được xuất bản vào tuần tiếp theo trong Shōnen Jump Next vào ngày 16 tháng 8. Viz Media đã đưa vào một bản dịch tiếng Anh của nó trong Niên giám SJ Alpha miễn phí 2013, được gửi đến những người đăng ký hàng năm của Weekly Shonen Jump Alpha vào tháng 12 năm 2012. Để kỷ niệm ngày phát hành bộ phim người đóng, hai chương mới đã được Ohba và Obata tạo ra dưới tựa đề Bakuman. Age 13 (バクマン。 age13 (Bakuman. Tuổi 13)). Câu chuyện đặt vào thời điểm trước khi Takagi và Mashiro gặp nhau lần đầu tiên, với chương đầu tiên được xuất bản trong Weekly Shōnen Jump vào ngày 21 tháng 9 và lần thứ hai vào ngày 28 tháng 9 năm 2015.
Ngoài thành công của Bakuman tại Nhật Bản, bộ truyện còn được cấp phép trên toàn thế giới: tại Hàn Quốc bởi Daiwon CI và được đăng trên tạp chí Comic Champ manhwa của họ, bởi Nhà xuất bản Đông Lập ở Đài Loan, Kana ở Pháp, Norma ở Tây Ban Nha, Tokyopop ở Đức, Comics House ở Malaysia, Nhà xuất bản Kim Đồng ở Việt Nam, ở Brazil bởi Editora JBC và NED ở Thái Lan. Tại San Diego Comic-Con International 2009, Viz Media tuyên bố họ đã cấp phép cho loạt phát hành tiếng Anh ở Mỹ và Canada. Tập đầu tiên được phát hành vào ngày 3 tháng 8 năm 2010 và tất cả 20 tập đã được xuất bản kể từ ngày 6 tháng 8 năm 2013. Ngoài các tập đã thu thập, Viz cũng xuất bản bộ truyện trực tuyến trong tuyển tập manga Weekly Shonen Jump Alpha của họ (bây giờ được gọi đơn giản là Weekly Shonen Jump). Bakuman bắt đầu với chương 162 trong số đầu tiên của tuyển tập vào ngày 30 tháng 1 năm 2012 và kết thúc với chương cuối cùng của loạt phim được phát hành vào ngày 7 tháng 5 năm 2012. Viz phát hành hai bản kỹ thuật số Bakuman. Age 13 trên Weekly Shonen Jump vào cùng ngày họ phát hành ở Nhật Bản.

### Anime
Một bộ phim truyền hình anime dài 25 tập dựa trên Bakuman đã được công bố trong số thứ hai của Weekly Shōnen Jump năm 2010  Được sản xuất bởi J.C.Staff, nó bắt đầu phát sóng trên NHK vào ngày 2 tháng 10 năm 2010 và kéo dài đến ngày 2 tháng 4 năm 2011. Vào tháng 12 năm 2010, Weekly Shōnen Jump tuyên bố rằng mùa thứ hai sẽ lên sóng vào mùa thu năm 2011; nó chạy từ ngày 1 tháng 10 năm 2011 đến ngày 24 tháng 3 năm 2012. Mùa thứ ba và cuối cùng đã được công bố trong số phát hành kết hợp 3/4 (2012) của Weekly Shōnen Jump và bắt đầu phát sóng vào ngày 6 tháng 10 năm 2012. Phim đã chạy được 25 tập trong khoảng thời gian từ ngày 6 tháng 10 năm 2012 đến ngày 30 tháng 3 năm 2013.
Vào tháng 8 năm 2011, Media Blasters đã cấp phép cho hai phần đầu tiên của anime Bakuman cho Bắc Mỹ, bao gồm cả bản lồng tiếng Anh. Bảy tập đầu tiên được đưa vào bộ DVD 2 đĩa phát hành vào ngày 22 tháng 11 năm 2011, tuy nhiên, đĩa thứ hai đã bị tạm dừng vào tháng 2 năm 2012. Bản phát hành Blu-ray đầu tiên đã bị hủy vô thời hạn vào tháng 6 năm 2012. Viz Media Europe đã mua bản quyền phát hành ở Châu Âu và Vương quốc Anh vào tháng 3 năm 2012, hợp tác với Manga Entertainment và Kazé. Sau khi hủy bỏ Media Blasters, Kazé tiết lộ bản phát hành ở Anh sẽ chỉ có phụ đề. Vào tháng 11 năm 2012, Media Blasters chính thức tuyên bố họ sẽ ngừng loạt phim này, nhưng nói thêm rằng Viz Media có thể sẽ nhận giấy phép cho Bắc Mỹ.

### Phim người đóng
Một bộ phim người đóng của Bakuman đã được phát hành vào ngày 3 tháng 10 năm 2015. Được viết và đạo diễn bởi Ohne Hitoshi (Moteki), bộ phim có sự tham gia của Satoh Takeru trong vai Mashiro Moritaka và Kamiki Ryunosuke trong vai Takagi Akito. Ban nhạc rock Nhật Bản Sakanaction đã biểu diễn nhạc phim, Motion Music of Bakuman, bao gồm cả bài hát chủ đề "Shin Takarajima", họ phát hành dưới dạng đĩa đơn bốn ngày trước khi bộ phim được phát hành.

### Phương tiện truyền thông khác
Một trò chơi điện tử dựa trên Bakuman đã được Namco Bandai Games tạo ra cho Nintendo DS. Bakuman.: Mangaka e no Michi (バクマン。マンガ家への道 (Bakuman.: Con đường trở thành mangaka) "Bakuman.: The Road to Becoming a Manga Artist")  được phát hành tại Nhật Bản vào ngày 15 tháng 12 năm 2011.
Một cuốn tiểu thuyết có tựa đề PCP -Perfect Crime Party- và dựa trên bộ truyện tranh giả tưởng cùng tên được tạo bởi Takagi và Mashiro trong Bakuman đã được Shueisha phát hành vào ngày 2 tháng 10 năm 2015. Nó được viết bởi Hatsuno Sei, mặc dù bút danh hư cấu "Ashirogi Muto" của Takagi và Mashiro đã được ghi vào câu chuyện gốc.

## Đón nhận
Bakuman đã được đề cử cho giải thưởng Manga Taishou hàng năm lần thứ ba vào năm 2010. Tập đầu tiên của bộ đã xếp thứ tư trên bảng xếp hạng truyện tranh Oricon trong tuần ra mắt, bán được 154.675 bản. Tập thứ hai tiếp theo phù hợp, đặt thứ hai trong tuần đầu tiên với 228.056 bản. Tập thứ ba tiếp tục xu hướng và đứng thứ tư trong tuần ra mắt, bán được 200.369 bản. Trong nửa đầu năm 2009, tập đầu tiên đã xếp thứ hai mươi tám và tập thứ hai xếp thứ hai mươi bảy trong danh sách năm mươi manga bán chạy nhất của Oricon tại Nhật Bản, bán lần lượt 381.633 và 394.567 bản. Bakuman là bộ manga bán chạy thứ bảy năm 2011, với gần 4,4 triệu bản được bán ra và thứ mười năm 2012, với hơn 3,2 triệu bản được bán trong năm đó. Tính đến tháng 4 năm 2012, hơn 13 triệu bản đã được bán, với con số này tăng lên hơn 15 triệu bản trong xuất bản vào tháng 5 năm 2014. Tại Hoa Kỳ, tập một đã ra mắt ở vị trí thứ 6 trong danh sách Sách đồ họa Manga của New York Times trong tuần 12 tháng 8  và vẫn nằm trong danh sách trong tám tuần liên tiếp.
Jason Thompson đề cập Bakuman. như "một bức thư tình cho ngành công nghiệp manga được thực hiện theo phong cách shonen manga trường học cũ." Ông cảm thấy rằng trong khi nó có thể "nặng nề chữ nghĩa" về quá trình làm manga, thì cuối cùng nó là một "câu chuyện anh hùng về cải thiện bản thân, tình bạn và phấn đấu để thành công". Thompson đã trích dẫn các nhân vật phản diện là thú vị nhất, nhưng phê phán sê-ri phân biệt giới tính khi chỉ thể hiện phụ nữ như thể họ "chua chát, ghét đàn ông đến mức có ác cảm với những người từ chối họ" (như Iwase trở thành mangaka chỉ để lật mặt Akito) hoặc "người đồng chí nhẫn nại" mà vai trò của họ chỉ là giúp đỡ những người đàn ông của họ và nấu cho hắn bữa tối (như Miyoshi, cô gái mà Akito chọn).
Carlo Santos của Anime News Network ca ngợi quan điểm mâu thuẫn của những nhân vật chính và đã rất ngạc nhiên rằng sê-ri thành công, không chỉ như là một manga về manga, mà còn như một câu chuyện đời thường về những giấc mơ của tuổi trẻ. Tuy nhiên, Santos nhận xét rằng bộ manga đã có thể học hỏi từ Death Note trước đó của Ohba và Obata; ông cho rằng sự khởi đầu không hấp dẫn và plot twist "rất yếu" và "có vẻ như những sự cố nhỏ nhặt". Mặc dù vậy, ông tin rằng sê-ri là "một thành công khác." 
Christopher Butcher xem lại tập một cho About.com đã ca ngợi mạnh mẽ về nghệ thuật, gọi nó là "hoàn toàn có thể là bộ manga được vẽ hay nhất hiện nay". Ông cũng rất thích thông tin hậu trường về ngành công nghiệp manga. Giống như Thompson, Butcher đã nói rằng trong khi ông thích nó, ông vẫn có sự khiên cưỡng khi giới thiệu Bakuman. bởi vì nó "phân biệt giới tính khủng khiếp." 
Bộ phim đạt doanh thu cao nhất tại phòng vé Nhật Bản vào cuối tuần công chiếu, với 2,1 triệu đô la Mỹ. Nó kiếm được 1,15 triệu đô la Mỹ vào cuối tuần 18 tháng 10. Tại lễ trao giải thưởng Viện Hàn lâm Nhật Bản lần thứ 39, biên tập viên Ōzeki Yasuyuki của nó đã giành giải thưởng Hàn lâm Nhật Bản cho Biên tập phim hay nhất, trong khi Motion Music of Bakuman của Sakanaction giành giải Thành tựu xuất sắc về âm nhạc. Bộ phim cũng là một trong hai bản phát hành đã giành giải thưởng Phổ biến, cùng với Maku ga Agaru.  Matt Schley của Otaku USA đã viết rằng Bakuman. là "một ca tụng thực sự và là minh chứng cho sức mạnh độc đáo của văn hóa truyện tranh Nhật Bản" và phim người đóng chuyển thể từ manga hay nhất mà anh thấy trong năm nay. Toshi Nakamura của Kotaku cũng cho rằng đây có thể là phim người đóng chuyển thể từ manga hay nhất mà ông từng thấy. Tuy nhiên, ông cho biết mối tình lãng mạn đầy động lực giữa Mashiro và Azuki là "không đáng ngạc nhiên" và nhàm chán. Mark Schilling cho The Japan Times đã cho bộ phim bốn trên năm sao, với lời khen ngợi mạnh mẽ cho đạo diễn và nhà biên kịch Ōne Hitoshi.

## Liên kết ngoại
- Bakuman. phim hoạt hình tại trang web NHK Lưu trữ ngày 4 tháng 5 năm 2020 tại Wayback Machine (bằng tiếng Nhật)
- Bakuman. tại trang web của Viz Media
- Bakuman. (manga) tại từ điển bách khoa của Anime News Network
- Bakuman – Giấc mơ họa sĩ truyện tranh trên Internet Movie Database   (anime)